# USS Carl Vinson
La USS Carl Vinson (CVN-70) è una portaerei a propulsione nucleare della U.S. Navy, la terza in ordine di costruzione della classe Nimitz. Come le altre della sua classe, può ospitare fino a 85 aerei ad ala fissa o rotante, ed è spinta da due reattori nucleari Westinghouse A4W. Può imbarcare fino a 5.680 persone (3.200 marinai + 2480 aviatori).
Porta il nome di Carl Vinson, membro del Congresso degli Stati Uniti e promotore della costruzione delle prime portaerei nucleari americane verso la fine degli anni cinquanta. La sua base di appoggio è attualmente la Naval Air Station North Island di San Diego, in California.

## Costruzione

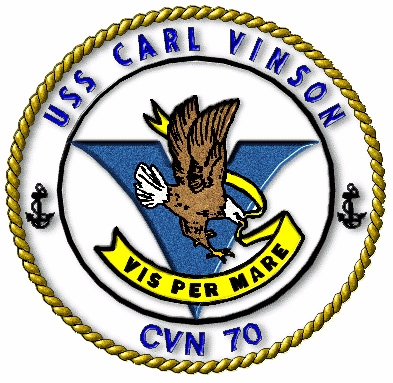
Lo stemma della nave

Il Dipartimento della Difesa degli Stati Uniti decise la sua costruzione il 5 aprile 1974. La nave fu impostata in ottobre del 1975 nei cantieri navali di Newport News in Virginia e il varo ufficiale avvenne il 15 marzo 1980, alla presenza dello stesso Carl Vinson. Entrò in servizio con la marina degli Stati Uniti in marzo del 1982.

## Dati storici
- Il 1º marzo 1983 raggiunge la sua prima base di appoggio, la Naval Air Station Alameda di Alameda.
- In giugno 1984 partecipa al RIMPAC (Rim of the Pacific Exercise), un'esercitazione tra forze armate di vari paesi per migliorare l'operatività in situazioni di combattimento.
- Nel 1985 i membri dell'equipaggio e gli aerei F-14 Tomcat partecipano alle riprese di alcune parti del film Top Gun.
- Nel 1986 la Carl Vinson diventa la prima portaerei a navigare nel mare di Bering.

- Nel 1989 la Vinson partecipa all'esercitazione PacEx (Pacific Exchange System), la più vasta dalla fine della seconda guerra mondiale, condotta nell'oceano Pacifico e nel mare del Giappone.
- In febbraio 1994 parte in direzione del golfo Persico per partecipare all'operazione "Southern Watch". Durante i sei mesi di questa missione la rete televisiva Discovery Channel ha ripreso varie fasi dell'operazione, mandate in onda l'anno successivo col titolo Carrier: Fortress at Sea.

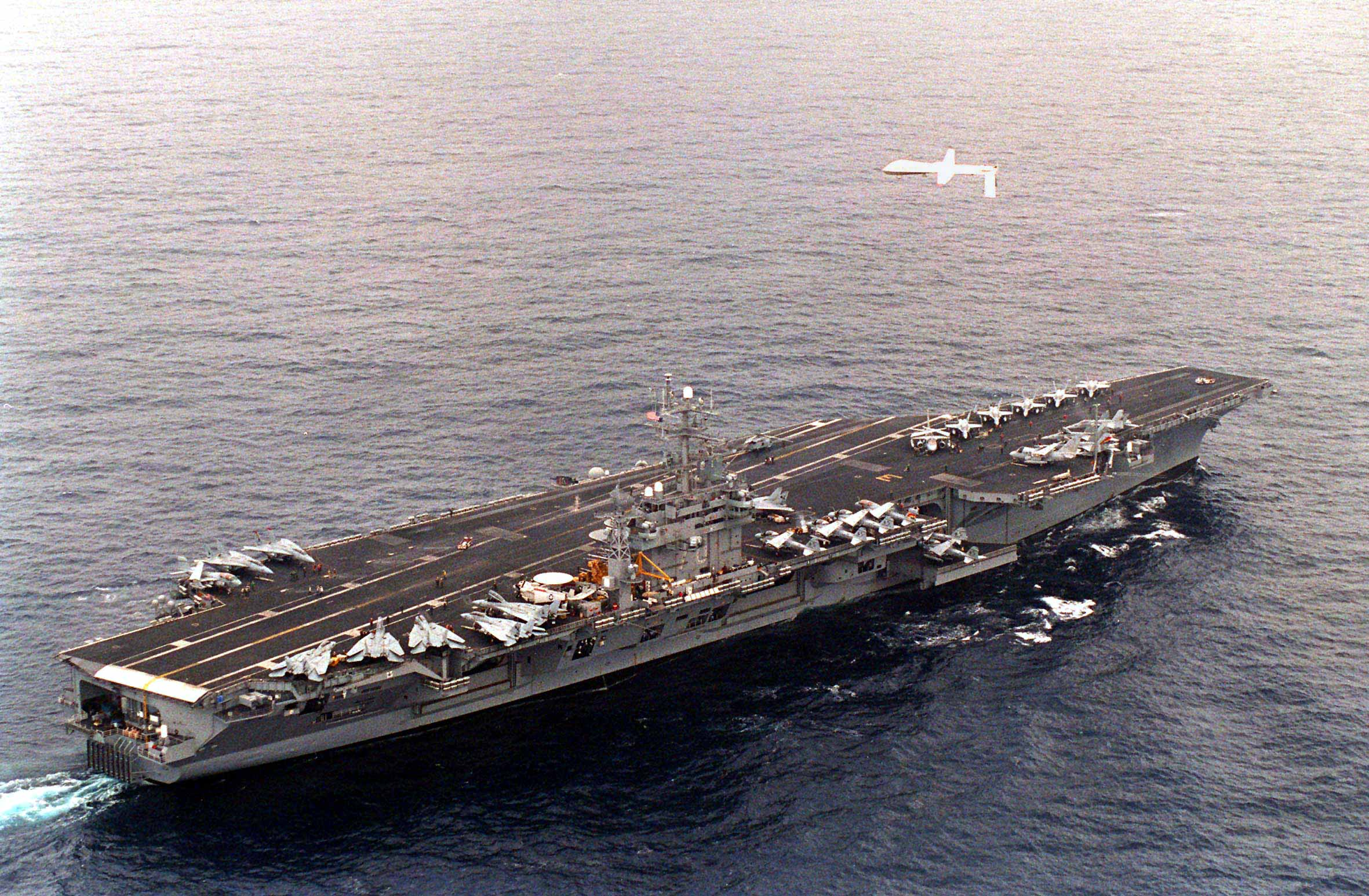
La Carl Vinson in navigazione nella California meridionale, dicembre 1995

- In agosto e settembre 1995, la Vinson partecipa all'esercitazione "Ke Koa", comprendente cerimonie di commemorazione della fine della seconda guerra mondiale nel Pacifico. Il presidente Bill Clinton visitò la portaerei mentre faceva scalo alle Hawaii.
- Nel 2001 la Vinson partecipa all'Operazione Enduring Freedom nel golfo Persico. Nel corso di 72 giorni ha lanciato più di 4000 sortite contro il territorio nemico.[1]
- In gennaio 2003 la Vinson viene inviata nel golfo Persico per partecipare alla seconda guerra del golfo, e ritorna negli Stati Uniti in settembre. Durante la navigazione ha fatto scalo a Guam, in Corea del Sud, Giappone, Australia, Hong Kong e Singapore.
- In novembre del 2005 la Vinson fa scalo al porto di Norfolk per lavori di manutenzione e ammodernamento (Refueling Complex Overhaul), programmati per la metà del periodo previsto di attività delle portaerei. Rientra in servizio in maggio del 2009, dopo 42 mesi di inattività.
- Nel 2010 la Vinson partecipa alle operazioni di soccorso per il terremoto di Haiti.
- Il 2 maggio 2011 nella portaerei si è svolta la cerimonia funebre di Osama bin Laden, ucciso lo stesso giorno da un plotone di 24 assaltatori del DEVGRU ad Abbottabad, Pakistan, e poi sepolto in mare.[2]